# Lotnisko Wilhelmshaven-Mariensiel
Port lotniczy Wilhelmshaven-Mariensiel (IATA: WVN, ICAO: EDWI) – port lotniczy położony 5 km na południowy zachód od Wilhelmshaven, w kraju związkowym Dolna Saksonia, w Niemczech.